# Сміян Світлана Іванівна
Сміян Світлана Іванівна (нар. 15 серпня 1966, Желєзноводськ, Ставропільський край, Росія) — українська вчена у галузі ревматології, докторка медичних наук (1996), професорка (1997), завідувачка кафедри внутрішньої медицини № 2 Тернопільського національного медичного університету імені І. Я. Горбачевського, заслужена діячка науки і техніки України (2004).

## Життєпис
Закінчила з відзнакою Тернопільський медичний інститут у 1989 році за спеціальністю «Лікувальна справа».
1989—1991 — клінічна ординатура у Київському медичному інституті імені академіка О. О. Богомольця і Тернопільському державному медичному інституті. У 1991 році отримала спеціальність «Терапія», у 2007 — «Ревматологія», у 2021 — «Загальна практика—сімейна медицина».
Від 1989 року працює у Тернопільському медичному інституті: клінічний ординатор, асистент, доцент, професор. З 1997 року — завідувачка кафедри госпітальної терапії, з 2006 р. — професор цієї ж кафедри.
З 2009 року обіймає посаду завідувачки кафедри внутрішньої медицини № 2.
Володіє методиками ультразвукової діагностики, клінічної термодіагностики та рентгенівської денситометрії.

## Наукова діяльність
У 1991 році захистила кандидатську дисертацію на тему «Корекція порушень перекисного окислення ліпідів та імунологічного статусу у хворих на первинний деформуючий остеоартроз» за спеціальністю 14.00.39 — ревматологія. Керівник — доктор медичних наук, професор Швед М. І.
У 1996 році захистила докторську дисертацію на тему «Початкові стадії первинного остеоартрозу: механізми розвитку, клініка, діагностика, лікування (клініко-експериментальне дослідження)» за спеціальністю 14.00.39 — ревматологія. Консультанти: академік АМН України, доктор медичних наук, професор Коваленко В. М. та член—кореспондент АМН України, доктор медичних наук, професор Бобров В. О.
Керівник ініціативно-пошукової міжкафедральної науково-дослідної роботи (НДР) «Комплексний підхід до контролю симптомів, безпосереднього і віддаленого прогнозу в умовах коморбідної патології у клініці внутрішніх хвороб та практиці сімейного лікаря»; № державної реєстрації 0118U000361.
Член двох спеціалізованих вчених рад: Д 58.601.02 при Тернопільському національному медичному університеті ім. І. Я. Горбачевського і Д 26.616.01 при ДУ "ННЦ «Інститут кардіології ім. академіка М. Д. Стражеска НАМН України» [Архівовано 12 липня 2021 у Wayback Machine.].
Під керівництвом професорки С. І. Сміян захищено 6 докторських та 18 кандидатських дисертацій.
Наукові інтереси
Вивчає патогенез, діагностику та лікування остеопорозу, первинного остеоартрозу, подагри, системних захворювань сполучної тканини, системних васкулітів. Встановила роль і поширеність кардіоваскулярного ризику, метаболічних змін, уражень нирок, печінки за умов подагри, остеоартрозу, анкілозивного спондилоартриту та розробила підходи до корекції коморбідних станів в ревматологічній практиці.
З командою однодумців вперше в Україні започаткувала вивчення системного остеопорозу методом двофотонної рентгенівської денситометрії. Під керівництвом Світлани Іванівни Сміян вперше була створена референтна база показників мінеральної щільності кісткової тканини здорових людей Тернопільської області, проведені системні аналізи патогенетичних зв'язків порушень кісткової тканини в клініці ревматичних захворювань, при гематологічній, нефрологічній патологіях, при бронхіальній астмі та ХОЗЛ.

## Редакційна та громадська робота
Світлана Іванівна Сміян веде активну громадську роботу, зокрема вона є:
- головою Товариства терапевтів Тернопільської області[1][10][11];
- членом організаційного комітету Всеукраїнських науково-практичних конференцій Асоціації ревматологів України;
- членом редакційної ради журналу «Український ревматологічний журнал»[12];
- членом редакційної ради журналу «Сімейна медицина»[13];
- членом редакційної ради журналу «Eastern Ukrainian Medical Journal»[14];
- учасником щорічних наукових конгресів ACR/ARHP[15], EULAR[15] та пленумів асоціації ревматологів України[15];
- членом Всеукраїнської асоціації ревматологів [Архівовано 9 липня 2021 у Wayback Machine.].

## Державні нагороди України
У 2004 році С. І. Сміян удостоєна почесного звання «Заслужений діяч науки і техніки України» [Архівовано 22 жовтня 2020 у Wayback Machine.].
У 2017 році нагороджена Медаллю Національної Академії Медичних Наук України імені М. Д. Стражеска «За заслуги в охороні здоров'я».
У 2020 році отримала Грамоту Тернопільської обласної ради.

## Доробок
С. І. Сміян Є авторкою та співавторкою 390 навчально-методичних і наукових публікацій, серед яких 11 патентів на винаходи та корисні моделі, 4 монографії, 7 підручників (з них 6 — англомовних), 7 посібників (з них 4 — англомовних), 2 каталогів, 6 інформаційних листів, 1 клінічної настанови.
Основні наукові праці
1. Вплив анемії на індуковану кардіоваскулярну токсичність: монографія за редакцією члена-кореспондента НАМНУ, професора Т. О. Перцевої. [Перцева Т. О., Сміян С. І., Кузьміна А. П. та співавтори]. — Чернявський Д. О., Кривий Ріг, 2019. — 260 с.
2. Кардіотоксичність індукована антиметаболітами: монографія  / Перцева Т. О., Кузьміна А. П., Потабашній В. А., Сміян С. І.; за ред. Г. В. Дзяка: Дніпропетровск, ІМА-прес, 2014. — 228 с.
3. Анемія — коморбідний стан / [Дзяк Г. В., Перцева Т. О., Потабашній В. А., Кузьміна А. П., Сміян С. І.]; за редакцією академіка НАМН України, професора Г. В. Дзяка: Дніпропетровськ, 2013. — 268 с.
4. Проблеми остеопорозу: монографія/за ред. проф. Л. Я. Ковальчука. Тернопіль: Укрмедкнига, 2002. 446 с.
5. Внутрішня медицина = Internal medicine: Part 1 : textbook for English-speaking students of higher medical schools / edited by Professor M. A. Stanislavchuk and Professor V. K. Serkova. — Vinnytsia: Nova Knyha, 2019. — 408 p.
6. Внутрішня медицина = Internal medicine: Part 2 : textbook for English-speaking students of higher medical schools / edited by Professor M. A. Stanislavchuk and Professor V. K. Serkova. — Vinnytsia: Nova Knyha, 2019. — 360 p.
7. Внутрішні хвороби. Практичні навики, методи, дослідження: підручник: електронний ресурс / С. І. Сміян, О. Й. Бакалюк, М. П., Гаріян та ін.; Тернопільська держ. мед. академія. — Тернопіль: Укрмедкнига, 2001.
Internal Medicine. Rapid review for exam preparation (cardiology, rheumatology, nephrology). Study guide for 5th year students: textbook / / [Smiyan Svitlana I., Komorovsky Roman R., Bodnar Roksolana Y. et al.] ; Edited by Prof. Svitlana Smiyan. — Ternopil: TSMU, 2020.− 136 p.
8. Internal Medicine. Rapid review for exam preparation (endocrinology, gastroenterology, pulmonology, haematology). Study guide for 4th year students: textbook / / [Smiyan Svitlana I., Komorovsky Roman R., Bodnar Roksolana Y. et al.] ; Edited by Prof. Svitlana Smiyan. — Ternopil: TSMU, 2020.− 178 p.
9. Principles of internal medicine (Endocrinology, Gastroenterology, Hematology, Pulmonary diseases): Study Guide / [Smiyan S.I., Komorovskiy R.R., Lepyavko A.A., et al.]; edited by Prof. Svitlana Smiyan. — Ternopil: TSMU, «Ukrmedknyha» − 2019.− 474 p.
10. Principles of Internal Medicine (Cardiology, Rheumatology, nephrology): Study Guide / [Smiyan S.I., Komorovskiy R.R., Slaba U.S., et al.] edited by Prof. Svitlana Smiyan. — Ternopil: TSMU, «Ukrmedknyha» — 2019. — 398 p.
11. Методологічні підходи до оцінки імунного статусу / навчальний посібник для позаудиторної роботи лікаря-інтерна, за редакцією члена-кореспондента НАМНУ, професора Т. О. Перцевої. (переглянуто та доповнено). [Перцева Т. О., Сміян С. І., Кузьміна А. П. та співавтори]. — Чернявський Д. О., Кривий Ріг, 2019. — 436 с.
12. Анемический синдром. Учебно — методическое пособие / [Дзяк Г. В., Перцева Т. А., Кузьмина А. П., Десятерик В.И, Смиян С. И.]; под редакцией академика НАМН Украины Г. В. Дзяка: Днепропетровск, ІМА-прес, 2012. — 383 с.
13. Практичні навички з питань гемостазіології. Навчально — методичний посібник / [Дзяк Г. В., Перцева Т. О., Кузьміна А. П., Десятерик В. І., Сміян С. І.]; за редакцією академіка НАМН України Г. В. Дзяка: Днепропетровск, ІМА-прес, 2011. — 308 с.
14. Шпитальна терапія в ситуаційних задачах / [проф. Сміян С. І., проф. Бакалюк О. Й., кандидати медичних наук: Гаврилюк М. Є., Гарач І. Г., Гаріян М. П., Грималюк Н. В., Жулкевич І. В., Насалик Б. Г., Масик О. М., Погоріла М. А., Пришляк В. Д., Цяпа Ю. М., Ясніцька М. Я.]; за редакцією проф. Сміян С. І.: Тернопіль, «Укрмедкнига», 2003. — 312 с.
15. Головач І. Ю., Єрмолаєва М. В., Сміян С. І., та інші / за редакцією Синяченка О. В. Ревматологія в обличчях. Нумізматично-біографічний каталог. — Краматорськ: ЦТРІ — «Друкарський дім», 2019. -175 с.
16. Медицина. Україна. Нумізматика: каталог / О. В. Синячен-ко, С. І. Сміян, М. В. Єрмолаєва, Ю. В. Думанський. — Тернопіль: Підручники і посібники, 2019. —192 с.
17. Коваленко В. М., Головач І. Ю., Борткевич О. П., Рекалов Д. Г., Смян С. І. Клінічна настанова Остеоартрит / Остеоартроз. Міністерство охорони здоров'я України. Всеукраїнська асоціація ревматологів України. Київ, 2020.